# Sergej Kolesnikov
Sergej Kolesnikov (russisk: Сергей Александрович Колесников tr. Sergej Aleksandrovitj Kolesnikov ; født 3. september 1986) er en russisk tidligere professionel cykelrytter.